# Oxyura jamaicensis

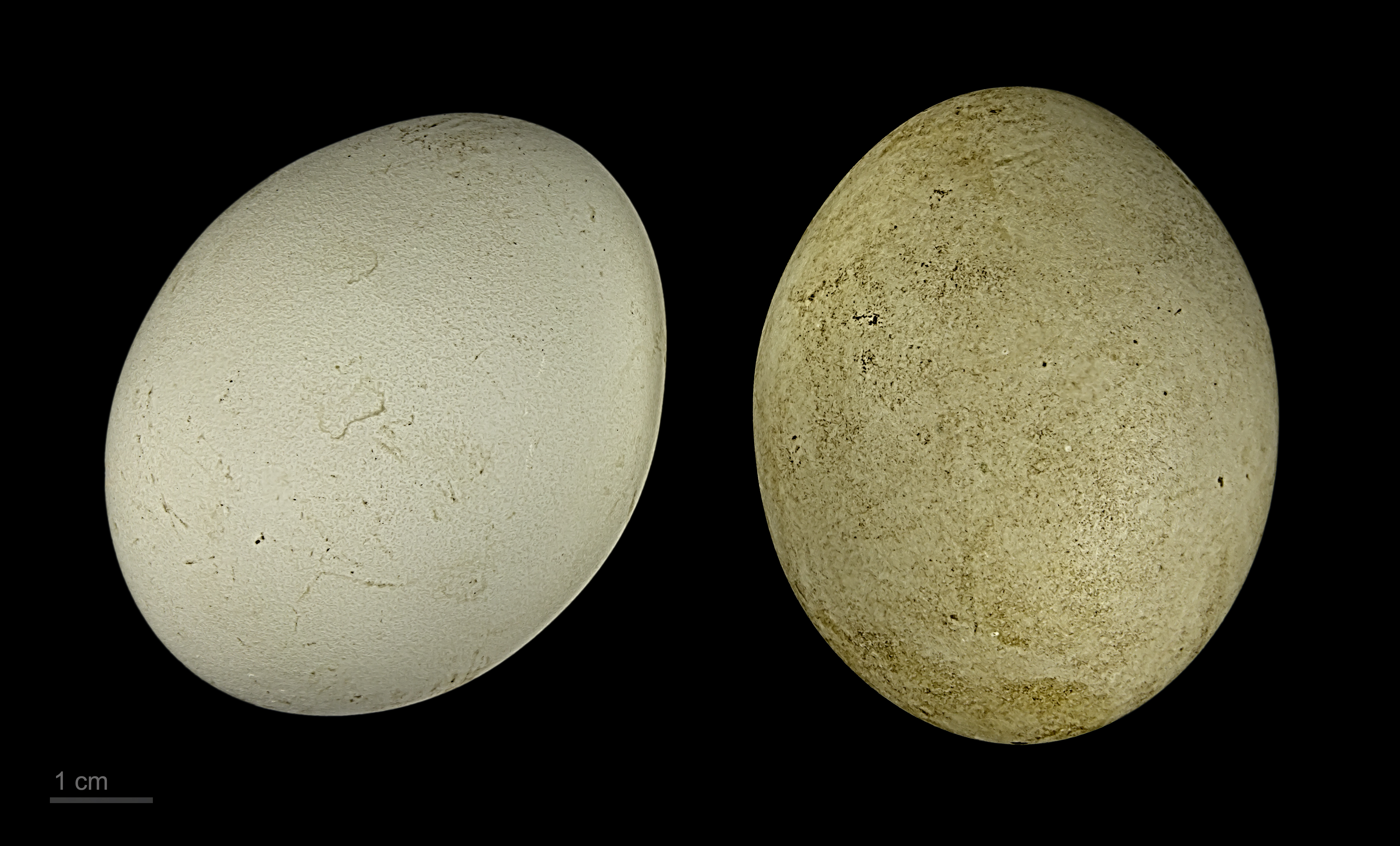
Oxyura jamaicensis - MHNT

El pato zambullidor grande (Oxyura jamaicensis), también conocido como malvasía canela, pato tepalcate (en México) o pato rufo, es una especie de ave anseriforme de la familia Anatidae natural de América. Su distribución natural comprende desde Alaska hasta Tierra del Fuego. Se ha introducido en Europa Occidental

## Características
Los machos miden entre 14,2 y 15,2 cm de longitud, mientras que la hembra entre 13,5 y 14,5 cm. Los machos pesan de 500 a 800 gramos y las hembras de 300 a 600 gramos. Los machos adultos tienen un cuerpo color óxido-rojo, un pico azul y una cara blanca con el píleo negro. Las hembras adultas tienen el cuerpo color castaño grisáceo, la cabeza y el pico negruzcos, con una lista blanca atravesando horizontalmente la mejilla y la garganta y el cuello blanquecinos. 
La antigua subespecie Oxyura jamaicensis ferruginea del sur es considerada una especie distinta por muchos autores. Es separable por su cara toda negra y el tamaño más grande. Oxyura jamaicensis andina es una supuesta subespecie que tiene una cantidad variable de coloridos negros en su cara blanca; puede ser, de hecho, nada más que una población híbrida entre el norteamericano y el pato rojo andino.

## Reproducción
La nidada consiste de seis a diez huevos. La incubación toma de 23 a 26 días. Los pichones vuelan de 50 a 55 días. La longitud es de 35 a 43 cm.

## Hábitat
Su hábitat de la cría son lagos pantanosos y estanques a lo largo de casi toda de América del Norte para buscar el calor. Anidan en la vegetación densa del pantano cerca del agua. Las parejas se forman cada año. Son migratorios e invernales en las bahías costeras y lagos descongelados y estanques. 

## Alimentación
Estos patos bucean y nadan. comen las semillas y raíces de plantas acuáticas, insectos acuáticos y crustáceos principalmente.

## Subespecies
Se reconocen dos subespecies de Oxyura jamaicensis:
- Oxyura jamaicensis jamaicensis
- Oxyura jamaicensis rubida

## Carácter invasor en España
Se estableció en Gran Bretaña tras escapar de cotos de caza, desde donde se han extendido por Europa occidental. Su conducta del cortejo es agresiva y se cruza con la nativa malvasía cabeciblanca (Oxyura leucocephala), que habita el sur de Europa y está en peligro de extinción. 
Debido a su potencial colonizador y constituir una amenaza grave para las especies autóctonas, los hábitats o los ecosistemas, esta especie ha sido incluida en el Catálogo Español de Especies Exóticas Invasoras, regulado por el Real Decreto 630/2013, de 2 de agosto, estando prohibida en España su introducción en el medio natural, posesión, transporte, tráfico y comercio. Por la amenaza que supone para la malvasía cabeciblanca hay un programa para erradicarlo de España.